# Exosphaeroma echinensis
Exosphaeroma echinensis är en kräftdjursart som beskrevs av Hurley och Jansen 1977. Exosphaeroma echinensis ingår i släktet Exosphaeroma och familjen klotkräftor. Inga underarter finns listade i Catalogue of Life.